# Gerabronn

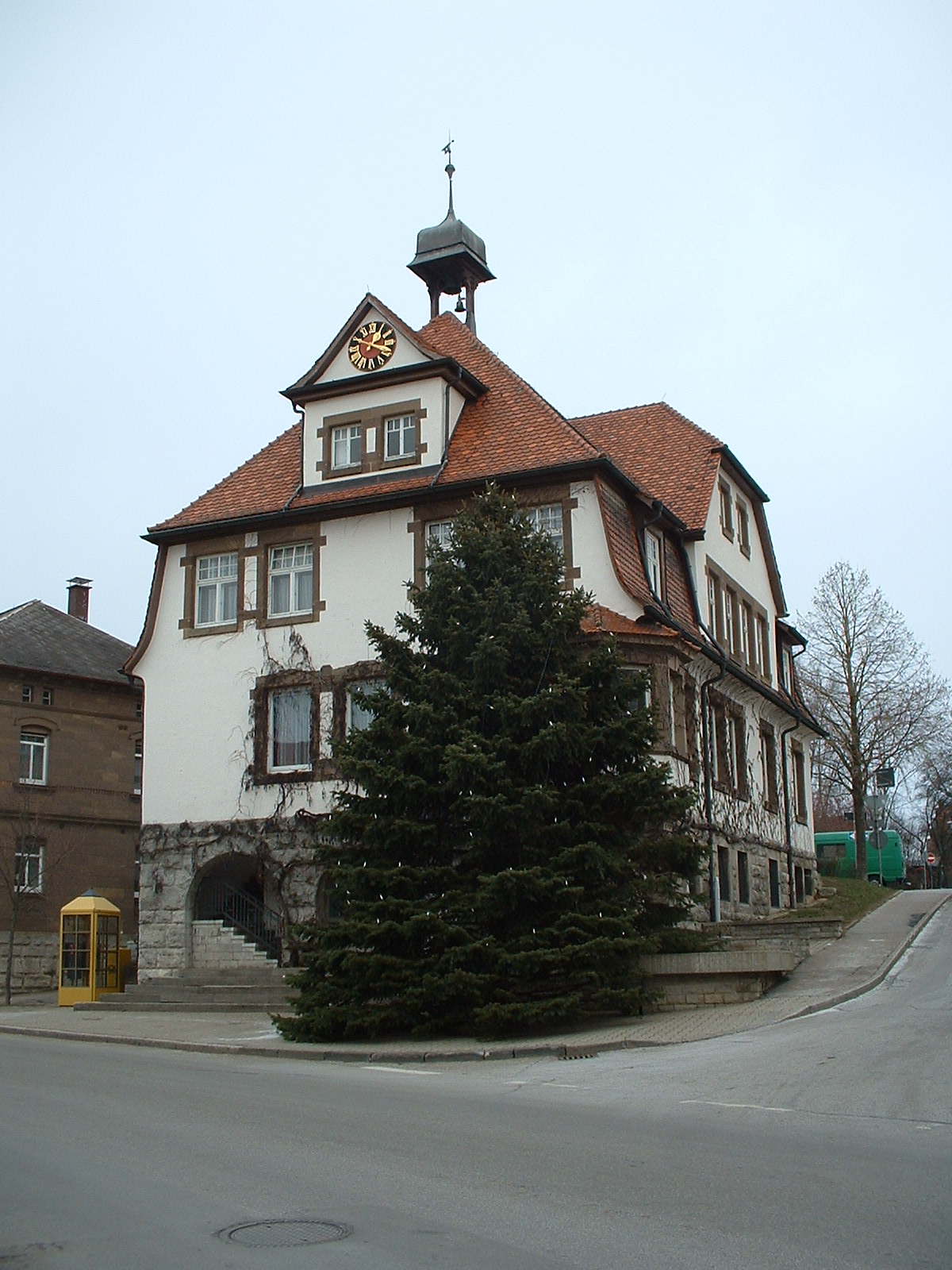
Primăria

Gerabronn este un oraș din landul Baden-Württemberg, Germania.
Este orașul natal al politicianului Joschka Fischer.
1. ↑   http://www.statistik.baden-wuerttemberg.de/BevoelkGebiet/Bevoelkerung/01515020.tab?R=GS127032 Lipsește sau este vid: |title= (ajutor)